# 三遊亭大楽
三遊亭 大楽（さんゆうてい だいらく、1964年7月17日 - ）は、五代目円楽一門会に所属する落語家。5代目三遊亭圓楽門下の真打。本名は松山 諭。

## 経歴
高校時代はロックバンドのドラマー兼生徒会長。 大学時代もバンドを続け、太鼓の腕を磨きつつ、テレビ番組「風雲たけし城」や「笑っていいとも!」などに素人として出演。 その後、教員免許を取得するも、教職への道へは進まず、洋菓子配達の仕事を経験のち、
- 2000年3月、5代目三遊亭圓楽に入門。
- 2005年3月、二ツ目昇進。
- 2009年3月、三遊亭鳳志、三遊亭王楽とともに真打昇進。同時に落語立川流の立川志遊も昇進した。
- 2013年10月、青森県大間町の観光大使に就任。

落語の他に講演、執筆、司会とマルチな活動もし、全国に大間をアピールしている。現在、故郷の青森を中心に車イスで活動をしている。東京かわら版発行の「寄席演芸家年鑑」シリーズに名前と写真・プロフィールの記載はある。円楽一門会のwebには名前はあるが、プロフィール・写真などのリンクはない。

## 人物
- 2019年に頚椎黄色靱帯骨化症及び腰部脊柱管狭窄症を患って車椅子生活となり、リハビリや新型コロナの影響もあって、2022年7月に3年ぶりに落語を披露した[1]。

## 著書
- 「アタマひらめき! なぞかけQ 」書籍情報: ISBN 978-4-405-07132-2　（三遊亭楽生、三遊亭楽市、尾張家はじめと共著）